# Литорал-ди-Аракати (микрорегион)

Литорал-ди-Аракати на карте.

Литорал-ди-Аракати (порт. Microrregião do Litoral de Aracati) — микрорегион в Бразилии, входит в штат Сеара. Составная часть мезорегиона Жагуариби. Население составляет 109 684 человека (на 2010 год). Площадь — 2 142,380 км². Плотность населения — 51,20 чел./км².

## Демография
Согласно сведениям, собранным в ходе переписи 2010 г. Национальным институтом географии и статистики (IBGE), население микрорегиона составляет:
| Полное население                             | Полное население                             | Полное население                             | Полное население                             | 109 684 |
| -------------------------------------------- | -------------------------------------------- | -------------------------------------------- | -------------------------------------------- | ------- |
| в том числе:                                 | Городское население                          | 63 709                                       | Процент городского населения, %              | 58,08   |
|                                              | Сельское население                           | 45 975                                       | Процент сельского населения, %               | 41,92   |
|                                              | Мужское население                            | 54 659                                       | Процент мужского населения, %                | 49,83   |
|                                              | Женское население                            | 55 025                                       | Процент женского населения, %                | 50,17   |
| Плотность населения, чел/км²                 | Плотность населения, чел/км²                 | Плотность населения, чел/км²                 | Плотность населения, чел/км²                 | 51,20   |
| Население микрорегиона в % к населению штата | Население микрорегиона в % к населению штата | Население микрорегиона в % к населению штата | Население микрорегиона в % к населению штата | 1,30    |

## Статистика
- Валовой внутренний продукт на 2003 составляет 320 358 076,00 реалов (данные: Бразильский институт географии и статистики).
- Валовой внутренний продукт на душу населения на 2003 составляет 3136,02 реалов (данные: Бразильский институт географии и статистики).
- Индекс развития человеческого потенциала на 2000 составляет 0,658 (данные: Программа развития ООН).

## Состав микрорегиона
В составе микрорегиона включены следующие муниципалитеты:
1. Аракати
2. Фортин
3. Икапуи
4. Итайсаба